# Вождове на Дунеданците
Това е списък на Вождовете на дунеданските скиталци от Арнор (наричани още и скиталци от севера) от фантастичната Средна земя на Джон Роналд Руел Толкин.
1. Аранарт, син на Арведуи. Вожд от 1975–2106 от Третата епоха
2. Арахаел 2106–2177
3. Арануир 2177–2247
4. Аравир 2247–2319
5. Арагорн I 2319–2327
6. Араглас 2327–2455
7. Арахад I 2455–2523
8. Арагост 2523–2588
9. Араворн 2588–2654
10. Арахад II 2654–2719
11. Арасуил 2719–2784
12. Араторн I 2784–2848
13. Арагонуи 2848–2912
14. Арадор 2912–2930
15. Араторн II 2930–2933
16. Арагорн II Става вожда на дунеданците през 2933 г. от Третата епоха на Средната земя.

Арагорн II е коронясан за Крал Елесар на Човешкото кралство (Гондор и Арнор).